# أندي بانكو
أندي بانكو (بالإنجليزية: Andy Panko)‏ مواليد 29 نوفمبر 1977 في هاريسبرج، هو لاعب كرة سلة أمريكي بدأ مسيرته الاحترافية في سنة 1999 يلعب مع فريق نانسي باسكت في الدوري الفرنسي لكرة السلة الدرجة الأولى ويحمل الرقم 9. يبلغ طوله 6 قدم 9 بوصة (2.1 م).

## فرق لعب لها
- أتلانتا هوكس
- نادي إشبيلية لكرة السلة
- بلباو باسكت

## روابط خارجية
- أندي بانكو على موقع الدوري الأوروبي لكرة السلة (الإنجليزية)
- أندي بانكو على موقع إن بي أي (الإنجليزية)
- أندي بانكو على موقع سبورتس رفرنس (الإنجليزية)
- أندي بانكو على موقع الدوري الإسباني لكرة السلة (الإسبانية)
- أندي بانكو على موقع كرة السلة الأوروبية.كوم (الإنجليزية)
- أندي بانكو على موقع DraftExpress.com (الإنجليزية)
- أندي بانكو على موقع ريلجم (الإنجليزية)
- أندي بانكو على موقع بروبوليرز (الإنجليزية)
- أندي بانكو على موقع سبورتس رفرنس (الإنجليزية)